# Oostelijke geweervogel
De oostelijke geweervogel (Ptiloris intercedens, synoniem Lophorina intercedens) is een zangvogel uit de familie Paradisaeidae (paradijsvogels).

## Verspreiding en leefgebied
Deze soort is endemisch in oostelijk Nieuw-Guinea.

## Status
De grootte van de populatie is niet gekwantificeerd maar de soort wordt omschreven als algemeen. Op de Rode lijst van de IUCN heeft deze soort de status niet bedreigd.